# Grau Mitjà de Coneixements de Valencià
El Grau Mitjà de Coneixements de Valencià és un certificat de llengua catalana al nivell C1 segons el Marc europeu comú de referència per a les llengües. L'atorga la Junta Qualificadora de Coneixements de Valencià, l'Escola Oficial d'Idiomes i la Comissió Interuniversitària de Estandardització d'Acreditacions de Coneixements de Valencià.
La prova de la Junta té quatre parts:
- Àrea de comprensió escrita.
- Àrea d'estructures lingüístiques.
- Àrea d'expressió escrita.
- Àrea d'expressió e interacció orals.[1]